# Friedrich von Bechtold

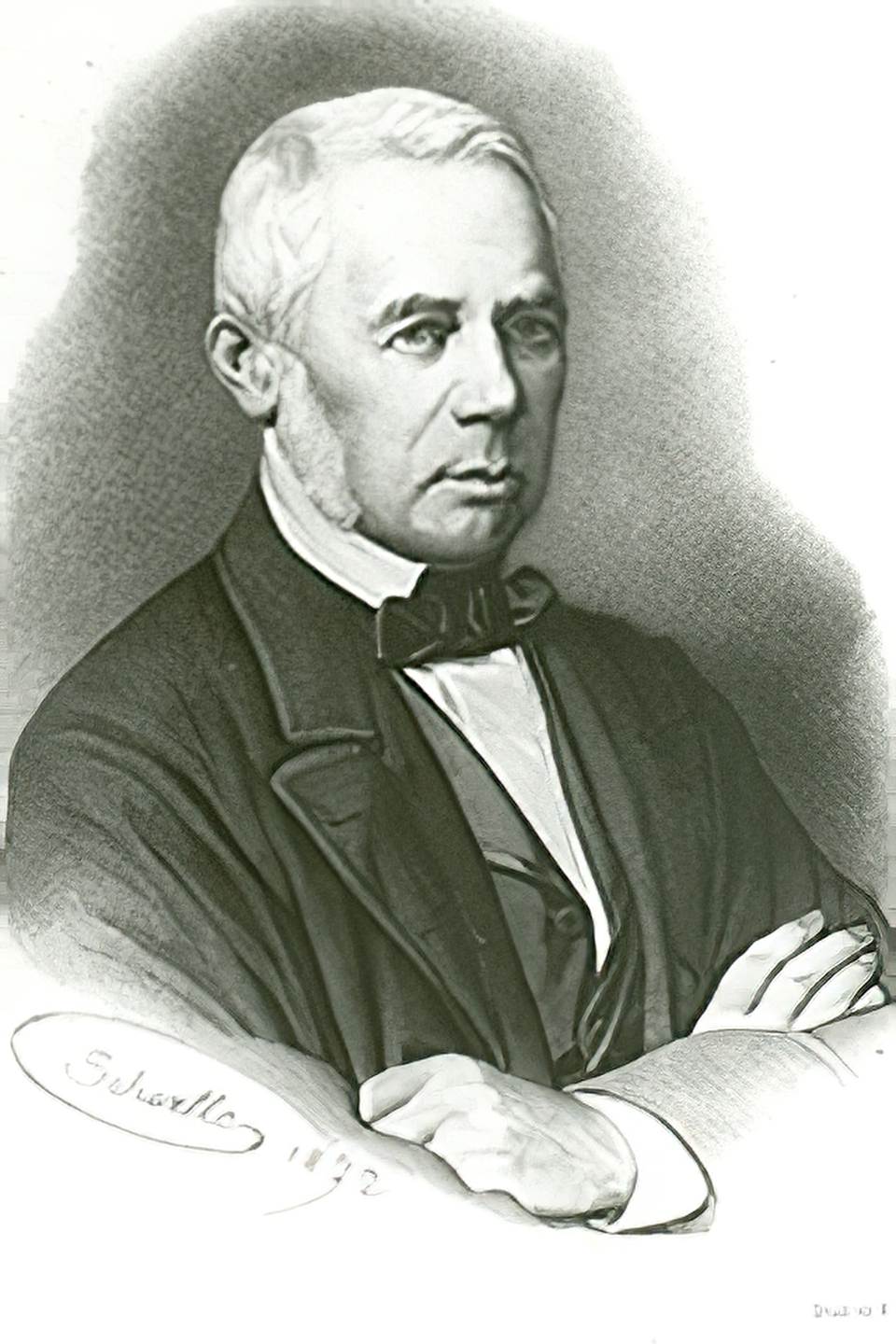
Friedrich von Bechtold

Friedrich Georg Gustav Bechtold, ab 1829 von Bechtold, (* 25. März 1800 in Darmstadt; † 14. August 1872 ebenda) war Innenminister im Großherzogtum Hessen.

## Familie
Friedrich Bechtold war der dritte Sohn des hessischen Oberstleutnants und Chef des Generalstabs Carl Bechtold (1762–1809) und dessen Ehefrau Caroline geborene Jäckel (1765–1823). Sein Bruder Carl von Bechtold wurde hessischer General, sein Bruder Christian von Bechtold wurde Oberst und Generalstabschef. Die Familie war evangelisch. Sie wurde am 17. Februar 1829 in den großherzoglich hessischen Adelsstand erhoben und trug seit dem den Namen von Bechtold.
Friedrich von Bechtold heiratete am 1. Oktober 1829 in Worms Charlotte Harriet Engelbach (* 5. Oktober 1799 in London; † 27. Dezember 1865 in Darmstadt), die Tochter des Königlich Britischen Rechnungskammerinspektors Ludwig Engelbach und dessen Ehefrau Harriot, geborene Trueman. Aus der Ehe gingen vier Kinder hervor:
- Friedrich (1830–1834)
- Caroline (1831–1890). Sie wurde evangelisch getauft, trat später zur römisch-katholischen Kirche über und nannte sich Ellen von Bechthold.
- Wilhelm Christian Franz Alfred (* 1833)
- Hermann (1836–1902), Kreisrat, Geheimrat[2]

## Karriere
Friedrich Bechtold studierte in Gießen und wurde dort 1816 Mitglied des Corps Hassia Gießen, 1817 Mitglied der Christlich-teutschen Burschenschaft/Ehrenspiegelburschenschaft und 1818 der Allgemeinen Burschenschaft Germania; auch war er Heidelberger Burschenschafter.
Nach Abschluss des Studiums trat Bechtold in die Verwaltung des Großherzogtums Hessen ein und wurde 1822 Regierungsakzessist. 1826 erhielt er die Stelle des dritten Sekretärs der Großherzoglichen Regierung in Darmstadt. 1828 wurde er Sekretär im Ministerium des Innern, 1832 Kontrollierender Beamter mit dem Titel Regierungsrat 1836 Ministerialrat. 1846 bis 1871 war er Präsident des Landwirtschaftlichen Vereins für die Provinz Starkenburg, an der Spitze der Zentralstelle für die Landwirtschaft und der Landwirtschaftlichen Vereine. Die Märzrevolution beendete zunächst seine Karriere. Am 14. März 1848 wurde er bis auf weiteres pensioniert. In der Reaktionsära konnte er seine Karriere wieder aufnehmen.
1841, 1844, 1847, 1850 und für den 14. Landtag ab 1851 fungierte er als Landtagskommissar – bis 1847 für die 2. Kammer der Landstände des Großherzogtums Hessen, 1850 war die entsprechende Aufteilung entfallen. Als in der Reaktionsära auch hinsichtlich des Landtages wieder alles ähnlich war, wie vor der Revolution von 1848, wurde er 1856 Landtagskommissar für die Erste Kammer.
1850 wurde er Ministerialrat im Innenministerium. 1851 und 1852 gehörte er dem Staatsrat des Großherzogtums Hessen als außerordentliches Mitglied an. 1855 bis 1871 war er Direktor der Prüfungskommission für das Justiz- und Regierungsfach. Seit 1856 beaufsichtigte er als Regierungskommissar die Geschäftsführung der Bank für Süddeutschland in Darmstadt, 1866 wechselte in die Aufsicht über die Darmstädter Bank für Handel und Industrie.
Am 5. Dezember 1859 wurde er vom Großherzog zum Mitglied der 1. Kammer der Landstände auf Lebenszeit ernannt.
1871 bis 1872 war er großherzoglicher hessischer Minister des Inneren (mit dem Titel „Präsident des Ministeriums des Inneren“) in Darmstadt.

## Ehrungen
- 11. Januar 1841: Ritterkreuz des Verdienstordens Philipps des Großmütigen[14]
- 29. Juni 1847: Komturkreuz II. Klasse des Verdienstordens Philipps des Großmütigen[15]
- 25. Mai 1852 zum Geheimen Staatsrat ernannt[16]
- 14. Juni 1853: Kommandeurkreuz II. Klasse des Ludewigsordens[17]
- 26. Dezember 1858: Komturkreuz I. Klasse des Verdienstordens Philipps des Großmütigen[18]
- 25. Januar 1860: Kommandeurkreuz mit dem Stern des spanischen Ordens Karls III.[19]
- 28. Dezember 1864: Komturkreuzes I. Klasse des württembergischen Friedrichs-Ordens[20]
- 25. August 1864: Kommandeurkreuz I. Klasse des Ludewigsordens[21]
- 21. Juni 1865: Kommandeurkreuz I. Klasse des Badischen Ordens vom Zähringer Löwen[22]
- 25. August 1867 Wirklicher Geheimer Rat, Exzellenz[23]
- 7. Februar 1870: Großkreuz des Bayerischen Verdienstordens vom Heiligen Michael[24]
- 7. März 1872: Großkreuz des Verdienstordens Philipps des Großmütigen[25]
- 25. März 1872: Dr. jur. h. c. durch die Universität Gießen[26]